# Smug (Las Winiarski)
Smug – część wsi Las Winiarski w Polsce, położona w województwie świętokrzyskim w powiecie buskim w gminie Busko-Zdrój.
W latach 1975–1998 Smug administracyjnie należał do województwa kieleckiego.